# Europe For Breakfast Tour 2010
Europe For Breakfast Tour es un tour de la banda de Hard rock Lordi, que comenzó el 5 de noviembre de 2010, aunque oficialmente el primer y único concierto antes de noviembre se dio el 18 de septiembre. La gira sólo contempló países de Europa y terminó en Alemania el 19 de diciembre.
Europe For Breakfast Tour:
- 18 de septiembre - Nosturi, Helsinki, Finlandia
- 5 de noviembre -  SKK Arena, San Petersburgo, Rusia
- 6 de noviembre - Rock Club, Moscú, Rusia
- 8 de noviembre - Rock Café, Tallin, Estonia
- 9 de noviembre - New York Club, Vilnius, Lituania
- 12 de noviembre - Live Club Apollo, Turku, Finlandia
- 13 de noviembre - Virgin Oil Co., Helsinki, Finlandia
- 14 de noviembre - Hopealyhty Cumulus, Hyvinkää, Finlandia
- 16 de noviembre - Majestic Music Club, Bratislava, Eslovaquia
- 17 de noviembre - Petöfi Csarnok, Budapest, Hungría
- 18 de noviembre - KD Vlatavska, Praga, República Checa
- 19 de noviembre - Bonver Aréna, Ostrava, República Checa
- 21 de noviembre - Viper, Florencia, Italia
- 22 de noviembre - Magazzini Generali, Milán, Italia
- 23 de noviembre - Z7 Konzertfabrik, Pratteln, Suiza
- 25 de noviembre - Stadthalle, Tuttlingen, Alemania
- 26 de noviembre - Bibelot, Dordrecht, Holanda
- 28 de noviembre - Le Trabendo, París, Francia
- 30 de noviembre - Centre Culturel, Elloye, Francia
- 3 de diciembre - Rock Star Live, Bilbao, España
- 4 de diciembre - Sala Tótem, Pamplona, España
- 6 de diciembre - Salamandra, Barcelona, España
- 10 de diciembre - VA Zentrum, Burglengenfeld, Alemania
- 11 de diciembre - All Karthalle, Kaufbeuren, Alemania
- 12 de diciembre - LKA-Longhorn, Stuttgart, Alemania
- 13 de diciembre - Szene, Viena, Austria
- 15 de diciembre - Essigfabrik, Colonia, Alemania
- 17 de diciembre - Stadthalle, Langen, Alemania
- 18 de diciembre - Quasimodo, Pirmasens, Alemania
- 19 de diciembre - Capitol, Hannover, Alemania